# Amandla (utställning)
Amandla var en vandringsutställning som producerades av den statliga myndigheten Riksutställningar i samarbete med Sida och Filmcentrum. Utställningen turnerade i Sverige under ett antal år med start 1983. Amandla lade grunden till kontakter som gjorde att Riksutställningar kunde producera en rad vandringsutställningar på tema södra Afrika.

## Bakgrund
Christina Björk jobbade som producent på Riksutställningar, men hon var också engagerad i kampen mot apartheid i Sydafrika. Hon fick därigenom kontakt med en teatergrupp i Kapstaden som behövde pengar till sin verksamhet. Teatergruppen hade upptäckt att den inte kunde få hjälp av den svenska biståndsmyndigheten Sida, som av de styrande i Sydafrika förbjöds att verka inom landet. Christina Björk erbjöd sig därför att agera som mellanhand och se till att pengarna från Sida kom fram till mottagaren. Den inofficiella verksamheten var känd av några få på Riksutställningar: Christina Björks chef, ordföranden i Riksutställningar och en administratör på myndigheten. Den här speciella uppgörelsen fick som sidoeffekt att Sida att under flera års tid kunde stödja ett 30-tal kulturorganisationer i Sydafrika.

## Tema
Projektet Amandla handlade om svenska ungdomars solidaritet med sydafrikanska unga som hade tvingats fly från sitt land för att slippa fängelse och tortyr. Utgångspunkten var Frihetsskolan som det socialdemokratiska, politiska partiet ANC hade byggt i Tanzania för ungdomar i exil från hemlandet Sydafrika. Elever från Frihetsskolan besökte en skola i Sverige vilket resulterade i en kontakt där svenska elever arbetade för visa vad som uträttades på Frihetsskolan.
Amandlaprojektet kom att bestå av tre delar: en utställning, filmen Amanda! Maatla!, en tidning med kompletterande bakgrundsfakta. Målgruppen var ungdomar i 15-årsåldern. Målsättningen var att se till att svenska ungdomar fick veta hur andra ungdomars liv påverkades av det apartheidsystem som rådde i Sydafrika. Förhoppningen var att väcka engagemang hos svenska unga och om möjligt starta aktiva solidaritetsinsatser.

Boken Kultur i rörelse – en historia om Riksutställningar och kulturpolitiken berättar om några av reaktionerna:
Det finns utvecklingsbistånd som fungerar och gör nytta./…/Ungdomsfilmen ”Amandla! Maatla!” som i höst visas på skolor och bibliotek över hela Sverige inom ramen för en utställning från Riksutställningar med samma namn är dubbelt bevis på det. (Dagens Nyheter 22/9, 1984)
De sydafrikanska kontakterna blev värdefulla för Riksutställningar. Arbetet med Amandla resulterade i uppföljaren Barnarbete, som utifrån fotografen Peter Mugabanes bilder berättade historien om två pojkar som arbetade på Sowetos kolfält utanför Johannesburg. Syftet var att bidra till att debatten om barnarbete i världen skärptes. 1997 hade utställningen turnerat färdigt i Sverige och den fördes då till Sydafrika för att sättas upp permanent på The Worker's Library and Museum i Johannesburg.
Ännu en utställning från regionen blev Riksutställningars Bild/konst från södra Afrika. 16 afrikanska konstnärer blev inbjudna till Sverige för att träffa varandra, vilket hade varit nära omöjligt på plats i södra Afrika där länderna av politiska skäl ofta var separerade från varandra. Besöket ledde enligt Kultur i rörelse – en historia om Riksutställningar och kulturpolitiken till ett ökat samarbete mellan konstnärer i södra Afrika.

## Produktion
Som producenter för Amandla valdes Christina Björk och Magnus Bergmar. Magnus Bermar gjorde också en film tillsammans med Kjell Söderlund: Amanda! Maatla!.    

### UtställningenAmandla

#### Amandlainnehöll
- 1 stor textilkarta
- 4 skärmar med svartvita fotografier
- 4 kontursågade figurer
- 1 fotbollsmål med nät
- 1 mellanstadielåda[6]

#### Amandlaföreställde
Riksutställningars arkivmaterial berättar:
Tebogo, skrudad i Frihetsskolans fotbollsdräkt, jonglerar framför skolans fotbollsmål. Han har sällskap av [bland andra] Andreta och av Pia från Åbyskolan, som stöder Frihetsskolan. I målet hänger en karta med uppgifter om bland annat södra Afrika och med klassfoton från Frihetsskolan och Åbyskolan. Vid målets kortsidor hänger 16 fotografier med kompletterande text om livet i Sydafrika och på Frihetsskolan samt om solidaritet, bojkott och frihetskamp. Ett kassettband med sånger hör till utställningen.

### Amandlaför mellanstadiet
En studielåda för mellanstadiet producerades: ”Amandla för mellanstadiet”. Den innehöll: 
- 2 diabildskassetter med 36 bilder i varje.
- 1 ljudkassett till diabilderna, cirka 20 minuter lång.
- 1 karta över södra Afrika.
- 5 Amandla-tidningar för mellanstadiet.
- 2 lärarhandledningar till ljudbildbandet och tidningen.
- 2 exemplar av ”Apartheid – rasförtrycket i Sydafrika”, en informationsbroschyr utgiven av Sida 1978.
- 2 exemplar av ”Kampen i södra Afrika”, en 36-sidig skrift utgiven av Sida 1981.
- 1 exemplar av ”När elden bröt ut”, en dokumentärroman av Hans-Martin Grosse-Oetringhaus om ett skoluppror i Sydafrika. Förlaget Hjulet, andra upplagan 1985.
- 2 exemplar av tidningen Kamratposten nummer 9, 1983.[8]

#### FilmenAmandla! Maatla!
Filmen av Magnus Bergmar och Kjell Söderlund handlade om den unga sydafrikanskan Mujaki, som vid tillfället var elev på Solomon Mahlangu Freedom College (Frihetsskolan) i Tanzania. Filmen vävde samman nytt material, från Frihetsskolan, med arkivfilm från Sydafrika. Amandla! Maatla! blev 64 minuter lång och inspelad på 16-millimetersfilm.
Filmen finansierades av filmarna själva (Magnus Bergmar, Kjell Söderlund), Sida, Kortfilmsnämnden, Riksutställningar, Svensk volontärsamverkan, Elevorganisationen, Afrikagruppernas RO, RSFH, VPK-KU, SSU, CUF, Emmaus-Björkå, Brödet & Fiskarna, Rädda barnen, SCC, Lutherhjälpen, Svenska kyrkans mission, Frikyrkliga gymnasiströrelsen, Folkhögskoleelevernas förbund.
Trots det stora antalet medfinansiärer blev det svårt att betala den färdiga filmen. Notan på 75 942 kronor från AB Film-Teknik kom som en chock, framgår via material ur Riksutställningars arkiv. Ansvariga vid Filmteknik förklarade i ett brev, 1984-07-10 orsaken:
/…/Den blev ju betydligt dyrare än beräknat. Dels beroende på längden men till stor del på svårigheten att i förväg beräkna tidsåtgången vid en svår klippning, med en del omändringar under arbetets gång.

## Turné
Amandla fanns i flera exemplar. Här nedan ges exempel på hur den senare delen av turnén kunde se ut.

### 1988
Gustavsberg, Folkets hus 17/3–2/4 (Amandla III)
Åkersberga, LO-skolan Runö 2/5–22/5 (Amandla III)
Södertälje, Södertälje kulturförvaltning 19/10–6/11 (Amandla III)
Veinge, Veinge fritidsgård 2/12–20/12 (Amandla III)

### 1989
Borlänge, Gylle skola 13/2–26/2 (Amandla III)
Matfors, Matfors skola 8/5–12/5 (Amandla III)
Täby, Näsbydalsskolan 16/5–28/5 (Amandla IV)
Bengtsfors, Bengtsgården 16/10–29/10 (Amandla IV)

### 1990
Perstorp, Kulturnämnen 15/1–9/2 (Amandla IV)

## Reaktioner
Västerviks-Tidningen skrev positivt om Amandla i november 1983:
Till helgen kommer en mycket intressant utställning att visas i Gamleby centrum/…/Utställningen handlar om sydafrikanska ungdomar i exil, om livet i Sydafrika och om solidaritetsarbetet mellan svenska ungdomar och de unga sydafrikaner som tvingats fly undan fängelse och tortyr. Som exempel på solidariteten har Åbyskolan i Gamleby nämnts./…/Utställningens cirka 20 olika bilder har utförliga bildtexter som snabbt ger en föreställning om arbetet. Ta chansen och offra några minuter på att förstå det arbete Åbyskolan satt igång och som ger eko över hela Sverige.
Östersunds-Posten uppmärksammade Amandla i samband med en FN-vecka 1985, som bland annat firade FN:s 40-årsdag:
Kampen för fred och motståndet mot apartheid präglar den FN-vecka som stundar./../Bland annat kommer utställningen ”Amandla”, producerad av Rikstutställningar och Sida, att visas i Folkets hus foajé. Till utställningen har bland annat kommunens skolor inbjudits för att få en överblick över situationen i Sydafrika, bekanta sig med Frihetsskolan, svenskt solidaritetsarbete, befrielserörelsen ANC samt ta del av hur kampen för ett fritt Sydafrika bedrivs.

## Ekonomi
Amandla kostade 400 kronor per 14 dagar att hyra. Utöver det tillkom fraktkostnaden till visningsorten. Hyra enbart för studielådan för mellanstadiet kostade 100 kronor per 14 dagar plus 34 kronor i porto.